# Bel-na’di
Bel-na’di (akad. Bēl-na’di, w transliteracji z pisma klinowego zapisywane najczęściej mEN-I; tłum. „Pan jest chwalony”) – wysoki dostojnik za rządów asyryjskiego króla Aszurbanipala (669-627? p.n.e.), noszący tytuł „naczelnego dowódcy wojsk” (turtānu); z asyryjskich list  eponimów wiadomo, iż w 663 r. p.n.e. sprawował urząd limmu (eponima). Jego imieniem jako eponima datowane są teksty prawne i administracyjne z Niniwy, Kalhu i Aszur.